# Futur Crew
Futur Crew, aussi écrit Futur Krew, est un groupe de hip-hop français, originaire du quartier des Camélias dans la ville de Saint-Denis, La Réunion.
Futur Crew est né de la combinaison de Konix et de Dekapit J/DKpit. Ensemble ils associent leurs compétences et leur savoir-faire (KONIX était décorateur et coloriste de film d'animation, Dekapit lui était storyboardeur et Layout-Man). Ils établissent leurs base à la SIDR de Château Morange n°328 dans l'appartement de Dekapit, le LSA Studio (Konix/Dekapit) était créé (1999). Au bout de 8 mois de développement intensif, Dekpit et Konix avaient mis au point un style propre à eux. ils montrent leur savoir-faire dans le dernier numéro du Cris du margouillat (magazine de BD), Welcome to Panam, qui est critiqué. Konix et DKpit signent ensuite le mur du CREPS de Champ Fleuri, leur plus gros contrat en tant que graffeur, ce qui leur permet de s'équiper en machines informatiques plus performantes.
Roko viendra se greffer par la suite au LSA Studio. C'est près de deux ans plus tard que le groupe, alors spécialisé en graffiti et en painting numérique, commença à rapper. Le vidéo clip était un bon moyen de toucher les foules, mais DKpit, konix et roko ne trouvèrent personne dans leur entourage immédiat, digne d'être clippé, ils décidèrent donc en commun accord de se consacrer au rap, ce qui leur permettraient de réaliser des clips de leur groupe Futurcrew Konix composait les musiques du groupe, ensuite les trois membres y apportaient des idées sur l'écriture et la combinaison des titres. Les membres sont à la fois auteur-interprète, réalisateur et producteur des trois premiers albums. Ils sont connus pour leur franc parler et leur goût pour la perversion.

## Biographie
Le groupe est à l'origine composé de trois membres, Dekapit J, Konix, et Roko. Ils connaissent la notoriété grâce à leur morceau Magik Kbo (« Bite magique » en français), un titre provocateur qui déclenche de vives réactions. Certaines radios avaient refusé de diffuser ce titre ou ont tenté de le censurer (ainsi, le morceau était quasiment inaudible, pollué par les « bips »).
Ils publient en 2005 leur album PorNOel. Le 15 décembre 2006, l'émission de télévision musicale Urban Mix (diffusée sur Canalsat), reçoit le groupe. Faisant partie intégrante de la scène rap/hip-hop de la Réunion, ils sont en relation avec d'autres artistes locaux pratiquant le reggae, le groupe se tournera parfois vers d'autres influences musicales, telles que le soca, le maloya, le dancehall, le reggaeton ou le séga, comme Kaf Malbar, Atep, Renlonimo, James, Guily Dog, Falo P3, Kenshiro et toute l'équipe du Kréol Staya.
Une compilation sortie le 7 juillet 2007 rassemble ces artistes locaux dans le Chien Denis Crew. En octobre 2008, les deux frères Eko.Lsa et Tao la Hyène connus pour leur univers « DeadTown » du groupe Dirty Clap, anciens graffeurs du groupe Lsa One, profitent de l'occasion d'être à la Réunion pour faire quelques collaborations avec Konix, Roko et Babylusion, en offrant aux Réunionnais une prestation originale grâce à deux morceaux Vroom et Profiter, dans les nightclubs « branchés » de Saint-Gilles ; ce qui leur a aussi permis d'assurer la promotion de la ligne de vêtement locale Moloss. En décembre 2008, Dekapit J annonce qu'il quitte le groupe de rap, afin de se consacrer à la réalisation de film. Il a fédéré autour de lui un groupement d'artistes et leur nouveau groupe se nomme les Kick Ass Brozer OrganikZation (K.A.B.O). Depuis, il a ouvert sa société de production de films cinématographique.
En 2011, le groupe change complètement de style de musique et passe du rap au Séga. Ils chanteront en duo avec José Picthen pour interpréter Mon paradis et la même année Konix et Roko chanteront une autre chanson séga Leila. En 2013, Konix et Roko renouent avec le rap et sortent un sixième opus intitulé Moloss.

## Activités annexes

### Réalisations numériques
Dès septembre 2002, FutuCrew réalise le pilote d'une émission de télévision intitulée Hip-hop Family de 15 minutes consacrée au hip-hop local et international. L'émission est produite par FuturCrew et dure 4 mois sept à décembre 2002, dans la dernière émission qu'ils s'auto consacrèrent, le groupe connu pour être graffeur se présenta au monde du hiphop local comme étant chanteur rappeur producteur.
En 2005, Futur Crew est intervenant sur le générique de Run Vibe.

### Graffiti

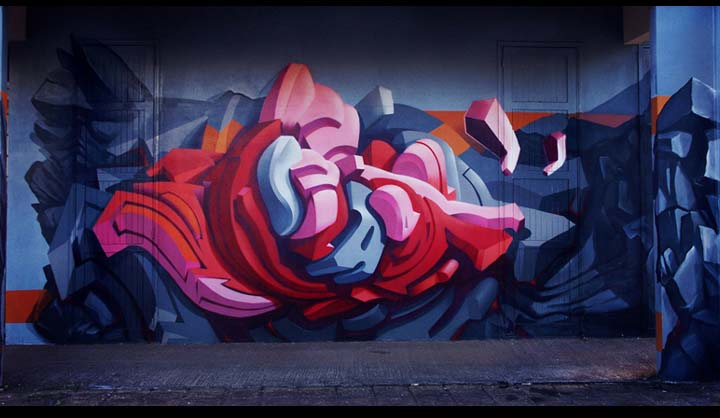
Fresque de Graffiti, œuvre des graffeurs du LSA ONE Crew.

Tout comme leur musique et leurs clips qui sont très portés sur la science-fiction, le groupe a toujours voulu se distinguer d'une scène qu'ils considèrent comme un milieu renfermé peu original, peu innovant, avec un manque d'intérêt pour l'autodérision. Les trois rappeurs affirment être fanatiques des peintres de grande renommée comme Rembrandt, Paul Delaroche, Léonard de Vinci, Salvador Dalí ou encore Diego Vélasquez.
LSA Crew est ensuite invité au festival de Kosmopolite 2004. Le LSA One Crew était constitué de bien plus de membres que les trois rappeurs de Futur Crew. Leurs fresques étaient visibles partout sur l'île, de Saint-Denis à Saint-Louis (Bel Air). L'équipe dépasse rapidement les limites géographiques de l'île pour participer à des festivals européens spécialement consacrés à la culture du hip-hop (Kosmopolite 2004 à Bagnolet) et multiplie les rencontres avec des artistes new-yorkais comme Cope2 ou Lady Pink.

### Vêtements
Le 29 octobre 2008, Futur Crew lance une marque de vêtements Moloss, dont ils créent les illustrations.

## Polémiques
Une véritable polémique éclate en 2003 à la Réunion, à cause d'une de leurs chansons intitulée en créole Mon Cabo Lé Magik ou Magic Kbo, littéralement « ma bite est magique », écrite en réponse aux autres groupes de rap de l'île, qui les auraient - selon eux - agressés par jalousie. Cet événement est largement commenté par les radios et la presse écrite. Futur Crew se défend et évoque une « guerre des radios » à la sortie de leur album. Cette chanson fut interdite des ondes par le CSA.

## Soutien à Valérie Bègue
En janvier 2008, alors que Valérie Bègue, l'ex-Miss France d'ascendance réunionnaise, essuie les insultes venant de la part de Geneviève de Fontenay, le groupe Futur Crew publie un titre spécialement dédié à la présidente du Comité Miss France qui se nomme Miss France.

## Discographie
- 2003 : Les Néphilims
- 2005 : PorNOel
- 2006 : Generation le futur c'est Fuck You
- 2007 : Mixtape Chien Denis Crew
- 2009 : Futurcrew is dead
- 2013 : Moloss

## DVD
- En 2007 : Sortie du DVD Futur Crew, avec une grosse quantité de clips audio, une galerie de leur graffiti et de leurs illustrations ainsi que des bonus : le Making off de Kooz, leur technique de création « behind the scène » et certains petits secrets de coulisses.

## Clips
- nou monte nou descend réalisation par PitKDick/Konix/Roko
- 974 Chien Denis    réalisation par PitKDick/Konix/Roko
- Ecoute Baby   réalisation par PitKDick/Konix/Roko
- FaitFuckTonMonmon (clash contre Soprano)
- Mi chié su ou   réalisation par PitKDick/Konix/Roko
- Rentrer Au Pays   réalisation par PitKDick/Konix/Roko
- Godong Godong   réalisation par PitKDick/Konix/Roko
- Sista   réalisation par PitKDick/Konix/Roko
- Politika   réalisation par PitKDick/Konix/Roko
- Magik Kabo   réalisation par PitKDick/Konix/Roko
- Fuck Fucking   réalisation par PitKDick/Konix/Roko
- Chien Denis Crew   réalisation par PitKDick/Konix/Roko
- Chien Denis
- bless   réalisation par PitKDick/Konix/Roko
- A nou ti veu sucé (clip censuré)
- Kooz the dog   réalisation par PitKDick et Kooz
- Miss France
- 2008 : Profiter et Vroom    réalisation par Konix/Roko
- 2010 : "Nou aboye Encore" Feat Babiluzion Album Futur Crew is Dead réalisation par PitKDick
- 2011 : "Dans mon ghetto" Album Futur Crew is Dead réalisation par PitKDick
- Soca polka    réalisation par Konix/Roko
- Moloss    réalisation par Konix/Roko
- Coupe colé'    réalisation par Konix/Roko/Eko
- Mon paradis    réalisation par Konix/Roko
- The dog for life    réalisation par Konix/Roko
- Mi aime mon pays    réalisation par Konix/Roko
- "Dans la vie"
- "babylon faya"